# Municipio de Elkhorn (Dakota del Norte)
El municipio de Elkhorn (en inglés: Elkhorn Township) es un municipio ubicado en el condado de Divide en el estado estadounidense de Dakota del Norte. En el año 2010 tenía una población de 26 habitantes y una densidad poblacional de 0,16 personas por km².

## Geografía
El municipio de Elkhorn se encuentra ubicado en las coordenadas 48°56′46″N 103°57′29″O / 48.94611, -103.95806. Según la Oficina del Censo de los Estados Unidos, el municipio tiene una superficie total de 161.79 km², de la cual 154,14 km² corresponden a tierra firme y (4,73 %) 7,65 km² es agua.

## Demografía
Según el censo de 2010, había 26 personas residiendo en el municipio de Elkhorn. La densidad de población era de 0,16 hab./km². De los 26 habitantes, el municipio de Elkhorn estaba compuesto por el 100 % blancos. Del total de la población el 0 % eran hispanos o latinos de cualquier raza.